# Federico Weil
Federico Weil (Randegg, 11 marzo 1854 – Milano, 26 luglio 1919) è stato un banchiere e dirigente d'azienda italiano.

## Biografia
Nacque in una famiglia tedesca di origine ebraica, residente nel Granducato di Baden a Randegg presso Gottmadingen. Nel 1867 la famiglia Weil si trasferì a Napoli, dove Samuele Salomone Weil (padre di Federico) divenne uno dei dirigenti della Banca Rothschild di Napoli, e fu tra i fondatori della locale sinagoga di Napoli.
Federico Weil ebbe la prima esperienza lavorativa a Milano come procuratore presso la banca dei Fratelli Weill-Schott, che erano suoi cugini. Sempre come procuratore passò poi alla Banca dei Florio di Palermo, sempre a Palermo divenne direttore della Società Generale di Credito Mobiliare Italiano, fino al 1893, ovvero fino alla vigilia del dissesto della medesima.
Nel 1894 è stato fondatore e poi direttore della Banca Commerciale Italiana insieme al correligionario Otto Joel.
Il 31 marzo 1908, Weil e Joel, divennero formalmente nominati amministratori delegati della BCI, sebbene già da tempo svolgessero queste mansioni. L'anno successivo, condusse le operazioni di recupero dei valori della filiale BCI di Messina che rimase abbattuta dal terremoto del 1908, poi divenne responsabile del servizio ispettivo e degli affari di borsa della BCI, rappresentando l'istituto nell'organo di sorveglianza operante nella Camera di Commercio di Milano.
Nel 1914 Federico Weil dovette lasciare la carica di amministratore delegato della BCI per via delle sue origini tedesche, incompatibili con il clima nazionalistico conseguente alla partecipazione italiana al primo conflitto mondiale. Nel 1915 anche Joel si dimise dalla carica di amministratore delegato.  Weil rimase ai vertici della BCI come vicepresidente e mantenne sino alla morte (nel 1919) la carica di consigliere della banca, Joel morì il 25 aprile 1916 a Milano.
I due banchieri vennero sostituiti alla guida della BCI da Giuseppe Toeplitz e Pietro Fenoglio, che nel 1917 vennero eletti entrambi amministratori delegati.
Weil non si occupò solamente della BCI, le cariche da lui ricoperte furono anche di altra natura, infatti sin dal 1902 e per precisa scelta del fondatore Ferdinando Bocconi, fu membro del Consiglio direttivo dell'Università commerciale Luigi Bocconi. Aiutò inoltre la crescita della Croce Rossa Italiana e di altre istituzioni milanesi di beneficenza e di assistenza sociale. Morì a Milano il 26 luglio 1919.